# Pablo Capanna
Pablo Capanna (Florencia, Italia, 16 de febrero de 1939) es un filósofo, docente, periodista y ensayista nacido en Italia y radicado en Argentina a la edad de diez años.
Gran parte de su obra explora temas y autores de la ciencia ficción. 
En 1965 publicó El sentido de la ciencia ficción, un ensayo sobre el género que fue pionero en el idioma castellano, reeditado en una versión actualizada y ampliada en 2007. También escribió ensayos sobre Philip K. Dick, J. G. Ballard y Andréi Tarkovski y es el autor del primer y tal vez único libro dedicado al escritor estadounidense Cordwainer Smith.
Ha colaborado en diversas publicaciones, Criterio, El Péndulo, Minotauro, Axxón, El Cronista, El País y Revista Ñ, entre otros.

## Biografía
Al llegar a la Argentina a la edad de diez años se estableció, según sus propias palabras, “sin problemas de adaptación”. Desde muy joven se interesó en la ciencia ficción, a partir de historietas como Misterix, Bull Rocket y su favorita Flash Gordon, que lo llevó a estudiar dibujo por correo con el método de su dibujante, Alex Raymond. Los primeros libros que leyó fueron Los viajes de Gulliver y La isla misteriosa. Más adelante, mientras cursaba la secundaria, descubrió la revista Más allá.
Desde 1964 reside en José C. Paz, en una casa que él mismo ayudó a construir. Está casado con Lucía Graciela Carta, también profesora.
En 1965 egresó como profesor de filosofía de la Universidad de Buenos Aires, para luego desarrollar su tarea docente en la Universidad Tecnológica Nacional, encontrándose ahora retirado. 
Fue redactor y vicedirector de la revista Criterio, además de columnista y colaborador en varias publicaciones, entre ellas El Péndulo, Minotauro, Axxón, El Cronista, El País y Revista Ñ. Desde 1998 colabora regularmente con el diario Página/12 en el suplemento Futuro.
En el 2003 la Cordwainer Smith Foundation le otorgó el título de Señor de la Instrumentalidad, por ser "un prominente académico argentino y una autoridad en Cordwainer Smith". Como debía elegir un título dentro de la obra del autor, optó por Lord Issan Olascoaga, debido a un personaje cuyo nombre deriva casualmente de una localidad de la provincia de Buenos Aires. 
Es el segundo miembro no estadounidense y el primero hispanohablante. Entre otros miembros pueden encontrarse a Robert Silverberg, John Clute, Gardner Dozois, Pat Cadigan y Michael Dobson.

## Obra
Buena parte de su trabajo está dedicado al análisis teórico de la ciencia ficción, sobre el que ha escrito varios libros, algunos de ellos dedicados a estudiar vida y obra de los más importantes autores del género. También se ha ocupado de la cultura, la ciencia y los mitos modernos. Ha compilado varias antologías.

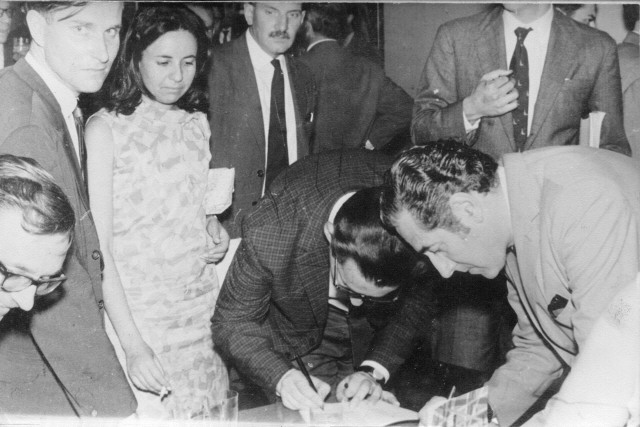
Pablo Capanna, Aberto Vanasco y Eduardo Goligorsky durante la presentación de Adiós al futuro, el 21 de diciembre de 1967

Se han reeditado algunas de sus obras, en versiones corregidas y aumentadas, habiendo ya aparecido las nuevas ediciones de Idios Kosmos, claves para Philip K. Dick, posteriormente El sentido de la ciencia ficción, esta última bajo el nuevo título Ciencia ficción, utopía y mercado, donde analiza la historia, los autores y temas centrales de ese género. Por último J. G. Ballard, el tiempo desolado y El Señor de la Tarde.
En 1999 se editó Excursos, una compilación de textos previamente publicados en diversas revistas, aumentados y profundizados para esta edición. Dividido en seis capítulos, cuatro de ellos analizan vida y obra de J. R. R. Tolkien, C. S. Lewis, Olaf Stapledon y Ernst Jünger, y los dos restantes tratan los temas de la ucronía y el mito ovni.
En noviembre de 2009, mediante un proceso similar, fue editado el libro Conspiraciones, sobre pseudociencias, teorías conspirativas, sectas delirantes, etc. que reúne artículos publicados por más de diez años en el suplemento Futuro de Página 12. Capanna también ha preparado tres libros más en la misma línea, agrupando artículos que siguen una temática en común; Aspiraciones, sobre utopías, Inspiraciones, sobre la historia de la ciencia e Intenciones, sobre la historia de la tecnología. Todos los textos que componen estos volúmenes han sido reescritos y mejorados.
En abril de 2021 salió a la venta Simulaciones, sobre la dificultad de encontrar el propio concepto de verdad en un mundo donde la tecnología puede crear ficciones cada vez más realistas, haciendo a la información menos confiable y difícil de diferencir de la posverdad, las fake news, y las ficciones documentales.

### Libros
- El sentido de la ciencia ficción (1966)
- La Tecnarquía (1973)
- El Señor de la Tarde, Conjeturas en torno de Cordwainer Smith (1984)
- Idios Kosmos, claves para Philip K. Dick (1991)
- J.G. Ballard. El tiempo desolado (1993)
- "Contactos" extraterrestres (1993)
- El mito de la nueva era (1993)
- Philip K. Dick, Idios Kosmos (1995)
- La tentación de la magia (1995)
- Excursos, grandes relatos de ficción (1999)
- El icono y la pantalla. Andréi Tarkovski (2000)
- Conspiraciones, guía de delirios posmodernos (2009)
- Inspiraciones. Historias secretas de la ciencia (2010)
- Maquinaciones. El otro lado de la tecnología (2011)
- Natura. Las derivas históricas (2016)
- Simulaciones. Simulacros, ilusiones, fraudes (2021)

#### Reediciones
- El mundo de la ciencia ficción (1992)
- Philip K. Dick, Idios Kosmos (2006)
- Ciencia ficción Utopía y mercado (2007)
- J.G. Ballard. El tiempo desolado (2009)
- El Señor de la Tarde (2012)
- Andréi Tarkovski: el ícono y la pantalla (2016)

### Contribuciones en volúmenes colectivos
- Acronia en Los Argentinos en la Luna (1968)
- La violencia intelectual en la Argentina en Pensar la República (1977)
- De la secularización al neopragmatismo en Sectas en América Latina en 1981 (Medellín) y 1984 (Buenos Aires).
- Técnica y tecnocracia en América Latina en Iglesia y Cultura Latinoamericana (Bogotá) (1983)
- Crisis de la Racionalidad: el discurso esquizoide del mundo postindustrial en Adveniente cultura (1987)
- Ciencia ficción argentina (1990)

### Traducciones
- Los viajes de Marco Polo, de Il Milione (1967)
- En busca de tres mundos, de Cordwainer Smith (1977)

### Antologías
- Ciencia-Ficción: La otra respuesta el destino del Hombre (1976)
- Ciencia Ficción Argentina (1990)
- El Cuento Argentino de Ciencia Ficción (1995)
- Más acá. Antología del género fantástico argentino. Vol. 2 (2015)

## Premios
- Premio Más Allá. Círculo Argentino de Ciencia Ficción y Fantasía, 1985, 1991, 1992, 1995, 1996.
- Premio Pléyade. Asociación Argentina de Editores de Diarios y Revistas, 1991, 1992.
- Premio Konex - Diploma al Mérito. Fundación Konex, 1994.
- Premio Gigamesh, por toda su trayectoria, 1996.
- Prix Spécial International, compartido con los colaboradores de la revista Ides et Autres de Bruselas (Bélgica) en la III Convención Europea de Ciencia Ficción, Poznan (Polonia), 1976.
- Ignotus, Libro de no ficción por Idios Kosmos, 2006

### Entrevistas
- Revista Axxón, Revista Ñ, diario Clarín Archivado el 28 de febrero de 2009 en Wayback Machine., suplemento Radar, Pagina/12, Revista Quinta dimensión, Televicio Webzine

- Datos: Q6055861
- Multimedia: Pablo Capanna / Q6055861